# Campionati mondiali di ginnastica aerobica 2014
I Campionati mondiali di ginnastica aerobica 2014 sono stati la 13ª edizione della competizione organizzata dalla Federazione Internazionale di Ginnastica.
Si sono svolti a Cancún, in Messico, dal 27 al 29 giugno 2014.

## Medagliere
| Pos.   | Nazione       | Oro | Argento | Bronzo | Totale |
| ------ | ------------- | --- | ------- | ------ | ------ |
| 1      | Romania       | 3   | 2       | 0      | 5      |
| 2      | Francia       | 1   | 3       | 2      | 6      |
| 3      | Cina          | 1   | 2       | 2      | 4      |
| 4      | Russia        | 1   | 1       | 1      | 3      |
| 6      | Austria       | 1   | 0       | 0      | 1      |
| 6      | Messico       | 1   | 0       | 0      | 1      |
| 8      | Corea del Sud | 0   | 0       | 1      | 1      |
| 9      | Ungheria      | 0   | 0       | 2      | 2      |
| Totale | Totale        | 8   | 8       | 8      | 24     |

## Podi
| Evento                | Oro         | Argento                | Bronzo        |
| Individuale maschile  | Ivan Veloz  | Benjamin Garavel       | Daniel Bali   |
| Individuale femminile | Lubov Gazov | Oana Corina Constantin | Aurelie Joly  |
| Coppia mista          | Romania     | Francia                | Russia        |
| Trio                  | Romania     | Cina                   | Corea del Sud |
| Gruppo                | Romania     | Francia                | Cina          |
| Danza                 | Russia      | Cina                   | Corea del Sud |
| Step                  | Cina        | Russia                 | Francia       |
| Gara a squadre        | Francia     | Romania                | Cina          |